# علي أباد مختار (سررود الجنوبي)
علي أباد مختار (بالفارسية: علی‌آباد مختار) هي قرية تقع في إيران في قسم سررود الجنوبي الريفي. يقدر عدد سكانها بـ 80 نسمة .